# Élections législatives béninoises de 1979
Les élections législatives béninoises de 1979 se sont déroulées le 20 novembre 1979 en République populaire du Bénin.
Le général Mathieu Kérékou, président de la république populaire, et dirigeant du seul parti politique du pays, le Parti de la révolution populaire du Bénin, choisit ses 336 représentants, et les électeurs avaient le choix d'approuver ou de refuser cette législature.

## Résultats
| Oui                      | 1 248 613 | 98,31 |  |  |
| Non                      | 21 438    | 1,69  |  |  |
|                          |           |       |  |  |
| Votes valides            | 1 270 051 | 99,58 |  |  |
| Votes blancs et nuls     | 5 410     | 0,42  |  |  |
| Total                    | 1 275 461 | 100   |  |  |
| Abstention               | 307 449   | 19,42 |  |  |
| Inscrits / Participation | 1 582 910 | 80,58 |  |  |